# 8HevXII b

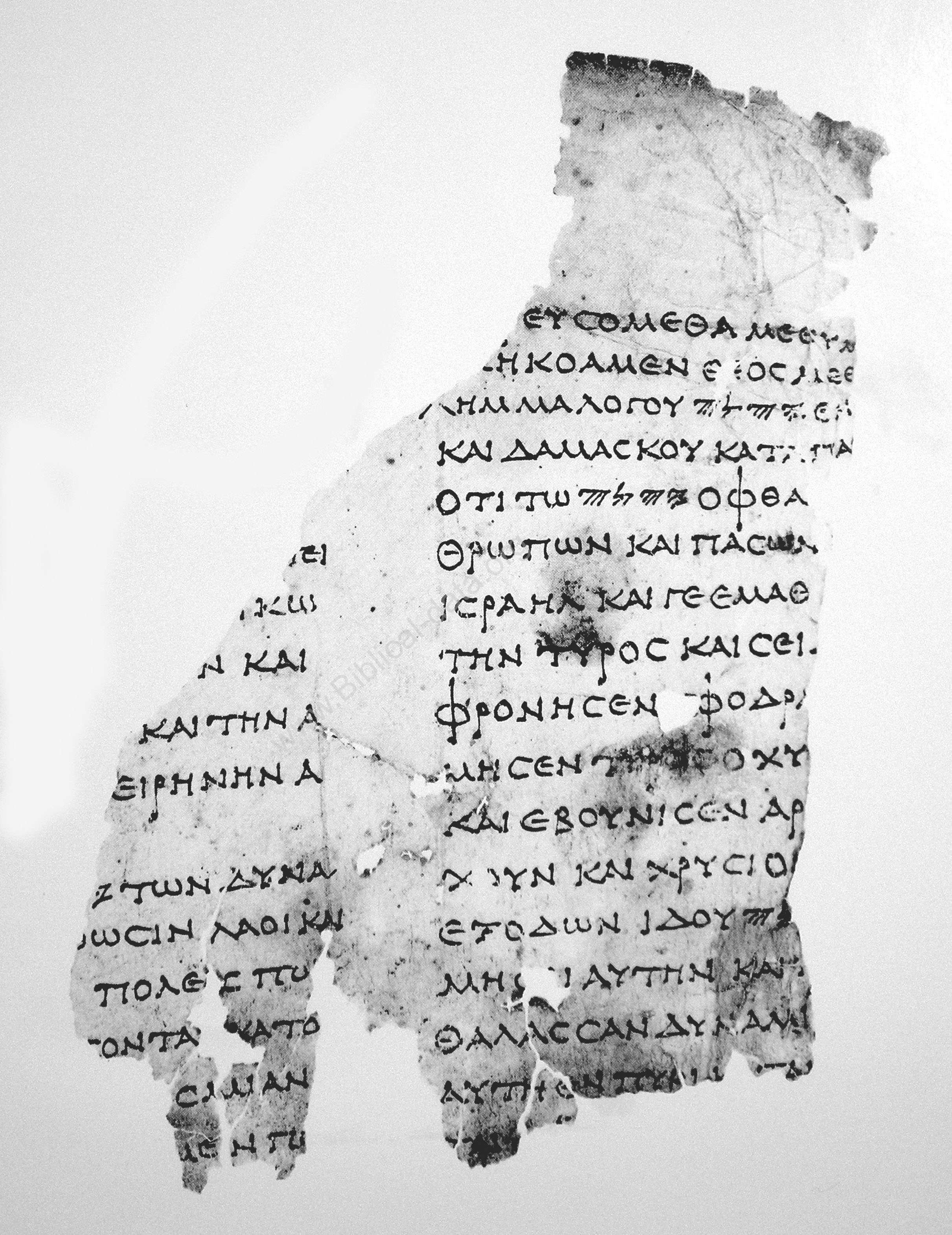
Zwój LXX^{VTS 10b} (LXX 8HevXII b)

8HevXII b pierwotnie oznaczony LXXVTS 10b – rękopis Septuaginty spisany na pergaminie w formie zwoju. Zwój ten datowany na okres pomiędzy 50 rokiem p.n.e. a 50 rokiem n.e. Jest to masukrypt zawierający fragment biblijnej Księgi Zachariasza 8,18-9,7. Został znaleziony na Pustyni Judzkiej w grocie Nachal Chewer. Fragment ten jest oznaczany również numerem 943b na liście rękopisów Septuaginty według klasyfikacji Alfreda Rahlfsa.

## Charakterystyka
Rękopis ten zawiera tetragram w następujących miejscach: Zach 8,20 9,1 (×2).4.
Manuskrypt został opublikowany w Supplements to Vetus Testamentum, Vol. X, w roku 1963. Pierwotne oznaczenie zwoju pochodzi od skróconej nazwy publikacji w której został on opublikowany (LXX – rękopis Septuaginty; Vetus Testamentum, Supplements tom X, zwój b czyli drugi).
Rękopis ten jest przechowywany w Muzeum Rockefellera w Jerozolimie (8HevXII b).